# Farmakologia
Farmakologia (gr. φάρμακον (phármakon) – lekarstwo, lógos – słowo, nauka) – dziedzina medycyny i farmacji; nauka o działaniu leków, czyli mechanizmach ich działania na organizm oraz skutkach tego działania. Jako nauka zajmującą się najważniejszym aspektem leków, bywa czasami mylona z samą farmacją – czyli dziedziną wiedzy nadrzędną w stosunku do wszystkich zagadnień dotyczących leków.
W szczególności farmakologia zajmuje się budową i właściwościami substancji chemicznych, które w określonych sytuacjach mają pozytywny wpływ na organizm, chemicznymi i biologicznymi mechanizmami działania tych substancji, reakcjami organizmów na te substancje, możliwościami zastosowań praktycznych w celu leczenia chorób lub ich zapobiegania, działaniami ubocznymi i możliwościami ich uniknięcia.